# Мадагаскарский зонозавр
Мадагаскарский зонозавр (лат. Zonosaurus madagascariensis) — вид ящериц семейства геррозавров.
Общая длина тела с хвостом до 30 см. Верхняя часть тела светло-коричневого цвета с тёмно-коричневыми отметинами. Хвост после отбрасывания вновь не вырастает. Ведут наземный дневной образ жизни. Питаются насекомыми. Самки откладывают до 30 яиц. Встречаются в дождевых лесах и на открытых и сухих местообитаниях. Теплолюбивым животным необходима температура окружающей среды от 25 до 35 °C. Ночью зарываются в самостоятельно вырытые норы, чтобы сохранить температуру выше 23 °C. Любят высокую влажность в среднем 80 %.
Вид распространён на Мадагаскаре и близлежащих островах. Завезён человеком на несколько Сейшельских островов.
Подвиды:
- Z. m. madagascariensis обитает на Мадагаскаре
- Z. m. insulanus — на островах Глорьёз и Космоледо